# DEKA (compañía)
DEKA Research & Development Corporation es una compañía situada en Nuevo Hampshire, fundado en 1982 por Dean Kamen, constando de casi 400 ingenieros, técnicos, y personal de soporte. DEKA es un acrónimo derivado de Dean Kamen.
La compañía está localizada en una serie del viejo Amoskeag Falls Millyard en Mánchester, Nuevo Hampshire.
La misión de DEKA es "fomentar la innovación".  Dean Kamen fue premiado con la National Medal of Technology en 2000 por el en ese entonces Presidente Clinton por invenciones que han adelantado el cuidado médico en todo el mundo.  En 2003, su "Proyecto Tirachinas" o "Proyecto Honda", un barato sistema portátil de purificación de agua, fue nombrado un subcampeón para la "invención más reciente de 2003" por la revista Time.
Dean Kamen apareció en The Colbert Report  presumiendo su purificador de agua, vertiendo Doritos en un líquido rojo, y teniéndolo purificado el líquido rojo en una agua pura incolora clara
DEKA es el mayor patrocinador y socio estratégico de FIRST, también fundado por Dean Kamen.
DEKA era un contratista microdispensador para el desarrollo de Coca Cola Freestyle.

## Productos
- Silla de ruedas IBOT autorizado a Johnson y Johnson
- Máquina de diálisis portátil HomeChoice, autorizado a Baxter Healthcare
- Tecnologías de motor Stirling
- Stent
- Segway, un transportador personal
- Therakos
- Slingshot (sistema de destilación de vapor de agua), sistema de purificación de agua portátil
- Luke Arm (prótesis de brazo), un proyecto de DARPA[9]
- Ortesis de tobillo de silicona (SAFO por sus siglas en inglés) y FLO-TECH APOPPS, protector postoperatorio ajustable y sistemas preparatorios para proteger daños durante rehabilitación temprana, ambos avanzaron hacia Next Step Orthotics & Prosthetics, Inc.[10]

## Vehículos eléctricos
Dean Kamen ha desarrollado una serie de vehículos híbridos eléctricos enchufables usando Ford Th!nk y un motor Stirling. DEKA ha mostrado su nuevo automóvil eléctrico, el DEKA Revolt, un enérgico hatchback de dos asientos que puede viajar aproximadamente 60 millas (97 km) con una sola carga de su batería de litio. El motor Stirling es usado para temperar la cabina, desescarchar parabrisas y recargar batería.
Los motores stirling pueden utilizar cualquier combustible y son asequible para el consumidor promedio.
En 2009, el desarrollo del vehículo de Movilidad Urbana Personal y Accesibilidad (PUMA por sus siglas en inglés) de dos ruedas fue anunciado en cooperación con General Motors.